# Pręt (Einheit)
Pręt war ein polnisches Längenmaß und die Bezeichnung für die Rute. Als Krakauer Maß galt es in dieser Form seit dem Edikt vom 7. Dezember 1836 und durfte trotz Einführung des metrischen Systems weiterhin gebraucht werden. Das Maß wurde als Feldmaß genutzt.
- 1 Pręt = 7,5 Łokieć = 10 Pręcik/Rutchen = 100 Ławka = 180 Cal = 2,160 Linia/Linien = 4320 Millimeter
- 1 Pręt = 15 Stopy/Fuß = 2,5 sążnia = 4,32 Meter

Die kleinere Form war das Rutchen oder Pręcik, der 10. Teil vom Pręt. 
- 1 Pręcik = 10 Ławka = 18 Cal = 216 Linien = 191 ½ Pariser Linien = 432 Millimeter